# اکران (ویرجینیای غربی)
اکران، غرب ویرجینیا (به انگلیسی: Akron, West Virginia) یک منطقهٔ مسکونی در ایالات متحده آمریکا است که در ویرجینیای غربی واقع شده‌است.